# Saint-Pierre-le-Vieux, Saône-et-Loire
Saint-Pierre-le-Vieux este o comună în departamentul Saône-et-Loire, Franța. În 2009 avea o populație de 340 de locuitori.

## Evoluția populației
| An        | 1975 | 1982 | 1990 | 1999 | 2006 | 2009 |
| --------- | ---- | ---- | ---- | ---- | ---- | ---- |
| Populație | 382  | 354  | 301  | 334  | 330  | 340  |